# Peter Faistnauer
Peter Faistnauer (* 1. Juli 1977 in Sterzing) ist ein Südtiroler Politiker.

## Biographie
Faistnauer ist beruflich als Lehrer tätig und bewirtschaftet einen Bauernhof. 2015 und 2016 wurde er als Vertreter einer Bürgerliste zum Bürgermeister seiner Heimatgemeinde Freienfeld gewählt. Bei den Landtagswahlen 2018 konnte Faistnauer als Kandidat des Teams Köllensperger mit 3002 Vorzugsstimmen ein Mandat für den Südtiroler Landtag und damit gleichzeitig den Regionalrat Trentino-Südtirol erringen. Am 20. August 2021 wurde Faistnauer vom Team K mit der Begründung, er habe die ethischen Regeln missachtet, aus der Partei ausgeschlossen und zur Niederlegung des Landtagsmandats aufgefordert. In der Folge gründete er seine eigene Landtagsfraktion namens Perspektiven für Südtirol. Im Vorfeld der Landtagswahlen 2023 verzichtete er auf ein erneutes Antreten.